# Paradoks
Paradoks (grč. παράδοξος, paradoksos = nevjerojatan; para- = protiv, dóxa = mišljenje) jest misao i figura koja u sebi sadrži proturječnost nekoj tvrdnji koja je općeprihvaćena, ili nekom ispravnom zaključku. Paradoks se ne mora odnositi na nešto općeprihvaćeno: dovoljno je da pretpostavka implicira vlastitu negaciju i obratno da se naziva paradoksom. Paradoks je važno sredstvo u govorništvu jer se njime postiže veća uvjerljivost misli koju govornik zastupa. Prema definiciji koju daje Mark Sainsbury paradoks je: „Jedan naizgled neprihvatljiv zaključak koji proizlazi iz naizgled prihvatljive premise, putem naizgled prihvatljiva zaključka”. Za Gilberta Keitha Chestertona paradoks je istina okrenuta naglavčke kako bi privukla pozornost. U filozofiji i ekonomiji termin se koristi kao sinonim za antinomiju.
Paradoks daje snažan poticaj za razmišljanje. On otkriva slabosti naših sposobnosti da sudimo, ali i ograničenja naših intelektualnih instrumenata rasuđivanja.
Često su paradoksi na temelju jednostavnih koncepta doveli do velikog intelektualnog napretka. Ponekad je to bilo pitanje otkrivanja novih matematičkih pravila ili otkrivanja novih fizikalnih zakona kako bi se prihvatili zaključci koji su u početku bili "očigledno neprihvatljivi".
Od početka pisane povijesti, postoje reference na paradokse, od Zenonovih paradoksa, Kantovih antinomija sve do dostizanje paradoksa kvantne mehanike i teorije opće Relativnosti, čovječanstvo je oduvijek bio zainteresirano za paradokse. Usto postoji jedno cijelo filozofsko-vjersko strujanje, Zen budizam, komu su povjerena učenje u zen-koanama, paradoksalnim pričama-zagonetkama koje munjevitom brzinom osvjetljavaju teško sagledive duhovne odnose.
Paradoks se od oksimorona i ironije razlikuje po tome što njegovi pojmovi nisu proturječni, nego samo neskladni.
Paradoks nije proturječnost (kontradikcija); njega dokaz nije logički upitan, no sam je intuitivno vrlo upitan.

## Primjeri paradoksa
Poznati paradoks dolazi iz stare Grčke, a glasi: "Znam da ništa ne znam". Njegovim se autorom smatra filozof Sokrat. Primjetna je obostrana negacija dijelova zaključka.
Postoje također i matematički paradoksi, ali su najčešći upravo logički. Filozof Zenon poznat je po svojim - Zenonovim paradoksima.